# راش ژاپنی آبی
راش ژاپنی آبی (نام علمی: Fagus japonica) نام یک گونه از سرده راش است.